# Силы специального назначения Армии США
Силы специального назначения Армии США (англ. U.S. Army Special Forces (Специальные Силы Армии США), более известные как «зелёные береты» (Green Berets) — отборные подразделения Армии США, предназначенные для ведения партизанской войны и осуществления специальных операций (контрпартизанских, диверсионных, контртеррористических и так далее).
Девиз — De Oppresso Liber («угнетённых освободить»), отражающий одно из основных заданий специальных сил: с одной стороны выполнение ими боевых задач и спецопераций отличных от войны за пределами США, включая свержение неугодных США правительств в третьих странах, с другой стороны подготовку иностранных военнослужащих и членов национально-освободительных движений стран с просоветскими правящими режимами в период Холодной войны.
В числе других задач, решаемых специальными силами — непосредственное ведение боевых действий, специальная разведка, борьба с терроризмом, поисково-спасательные операции, участие в миротворческих и гуманитарных операциях, разминирование, борьба с наркоторговлей.

## История создания
История «Зелёных беретов» началась в 1952 году с формирования особой группы из сотрудников созданного во время Второй Мировой войны Управления стратегических служб (УСС) и появившегося в 1947 году ЦРУ. Первоначально группа состояла всего из десяти человек и занималась изучением опыта английских САС в области диверсионных и разведывательных действий. Местом базирования группы была выбрана база в Форт-Брэгг в штате Северная Каролина. Неофициальным отличительным знаком подразделения стал берет темно-зелёного цвета.
Долгое время армейское командование недооценивало перспективы этого подразделения, кроме того, негативному отношению военных способствовали принадлежность и подчинение группы — её служащие были сотрудниками ЦРУ и действовали больше в интересах Управления, нежели армии. Раздражение военных вызывал и неуставной элемент формы — зелёный берет. Дошло до того, что в 1956 году комендант базы Форт-Брэгг официально запретил ношение берета, однако служащие специальной группы (тогда их было уже несколько сотен) проигнорировали приказ и продолжали носить свой отличительный знак.
Ситуация изменилась с приходом в Белый дом президента Джона Фицджеральда Кеннеди. В 1961 году он приказал увеличить штат «зелёных беретов» (за время президентства Кеннеди их число быстро довели до двух с половиной тысяч) и готовить их в соответствии с концепцией партизанских и антипартизанских войн. Своё видение этой концепции Кеннеди изложил в выступлении перед выпускниками Военной академии Вест-Пойнт в июне 1962 года. По его словам, современные войны становятся войнами диверсий и засад, инфильтраций и партизанщины. Именно такими методами действовали рвущиеся к власти социалисты в Африке и Юго-Восточной Азии, и именно так пришёл к власти на Кубе Фидель Кастро, который стал в то время главным пугалом для американцев и самым ненавистным врагом США после СССР. Кеннеди заявлял, что у США должны быть подразделения, способные вести партизанские и, что ещё важнее, антипартизанские действия в любой точке мира. «Зелёные береты» стали его любимым детищем в военной области. Он увеличил финансирование нового спецназа и неоднократно посещал Форт-Брэгг. С подачи президента зелёные береты стали официальным элементом униформы и отличительным знаком специалистов-диверсантов. Произошло это после скандала во время очередного визита Кеннеди в Форт-Брэгг. Во время торжественного прохождения капитан Уильям Ярборо (один из авторов общей концепции подготовки «зелёных беретов») промаршировал мимо президента в берете, что буквально взбесило армейское командование. Спас капитана от наказания сам Кеннеди — узнав о скандале, он через несколько дней после визита утвердил берет в качестве головного убора сил спецназначения.
Кеннеди был президентом-интеллектуалом, и под его влиянием «зелёные береты» стали настоящей культурной элитой среди вооружённых сил США — спецназовцы обязаны были не просто разбираться в тактике диверсий и разведки, но и знать иностранные языки и культурные особенности стран, в которых им предстояло действовать. Именно среди «зелёных беретов» появились первые подразделения психологической войны, использующие культурно-психологические особенности и традиции разных народов. Какое-то время элитарность спецвойск подчёркивалась и двойным подчинением — они формировались на базе армии, но действовали «под крышей» ЦРУ. Однако это не устраивало генералов, и вскоре силы спецназначения полностью подчинили Пентагону. При Кеннеди «зелёные береты» приняли и боевое крещение. По приказу президента они стали действовать в качестве военных советников и разведчиков-диверсантов в Южном Вьетнаме и в Африке.
С тех пор «зелёные береты» участвовали во всех войнах и военных конфликтах, к которым имели отношение США. По состоянию на 2012 год их подразделения действуют в Ираке, Афганистане, в странах Латинской Америки (борьба с наркобаронами), а также работают советниками и инструкторами на Филиппинах, в Юго-Восточной Азии (Таиланд) и на Ближнем Востоке (Пакистан, Саудовская Аравия, Арабские Эмираты).

## Организационно-штатная структура Сил специального назначения СВ США
Подразделения специального назначения (СпН, ССО, «зелёные береты») Сухопутных войск США организационно сведены в семь парашютно-десантных полков (пдп, войсковых групп) СпН СВ: пять пдп СпН в составе линейных частей СВ и два пдп резерва СпН в составе СВ Национальной гвардии штатов (СВ НГ ш. Юта и СВ НГ ш. Алабама).
ТВД ответственности пдп СпН распределены следующим образом (см. таблицу):

#### Действующие
— 1-й пдп СпН СВ (базируется в Форт-Льюис, Вашингтон и на о. Окинава, Япония) — сформирован для действий в регионе ЮВА;

— 3-й пдп СпН СВ (Форт-Брэгг, Северная Каролина) — сформирован для действий на Африканском ТВД;

— 5-й пдп СпН СВ (Форт-Кэмпбелл, Кентукки) — сформирован для действий на Ближневосточном и Североафриканском ТВД;

— 7-й пдп СпН СВ (Форт-Брэгг и форт Форт-Дэвис, Панама) — сформирован для действий на Южноамериканском ТВД;

— 10-й пдп СпН СВ (Форт-Дэвенс, Массачусетс и Бёблинген, Германия) — сформирован для действий на Европейском ТВД.

#### Недействующие
— 6-й пдп СпН СВ (базирвался в Форт-Брегг, Северная Каролина — действовал с 1963 по 1971 годы в регионе Юго-Западной и Юго-Восточной Азии;

— 8-й пдп СпН СВ — действовал с 1963 по 1972 годы и отвечал за обучение армий стран Латинской Америки тактике борьбы с повстанцами;

— 11-й пдп СпН СВ (Резерв Армии США) — действовал с 1961 по 1994 годы;

— 12-й пдп СпН СВ (Резерв Армии США) — действовал с 1961 по 1994 годы.
Стандартная ОШС парашютно-десантного полка специального назначения Сухопутных войск включает в себя:
- штаб и штабную роту полка;
- от трёх до четырёх парашютно-десантных батальонов специального назначения (отрядов СпН СВ);
- батальон материально-технического обеспечения (МТО) СпН.

Базовое подразделение Сил специального назначения, команда А (A-Team), состоит из 12 человек. В неё входят офицер, уоррент-офицер и десять сержантов, среди которых есть специалисты по оружию, медицине, технике и коммуникациям (не менее двух представителей каждой специализации, что позволяет при необходимости делить команду на две самостоятельные группы). Всего на базе одной группы (полка) «зелёных беретов» может быть развернуто около 60 команд А.
| Парашютно-десантные полки (пдп) СпН СВ США/ U.S. Army Special Forces Groups | Эмблема               | Дислокация                                                                           | Зона ответственности | Состав |                       |
| Сухопутные войска США                                                       | Сухопутные войска США | Сухопутные войска США                                                                | Сухопутные войска США | Сухопутные войска США                                                                                             | Сухопутные войска США |
| Действующие                                                                 | Действующие           | Действующие                                                                          | Действующие | Действующие | Действующие           |
| --------------------------------------------------------------------------- | --------------------- | ------------------------------------------------------------------------------------ | --- | --- | --------------------- |
| 1-й (1SFG)/ Тихоокеанский ТВД                                               |                       | Льюис — Маккорд (Такома, ш. Вашингтон) база Тории , (преф. Окинава, Япония)          | оперативное управление (ОУ) войск СпН в составе ОШ ВС США на Тихоокеанском ТВД (ЮВА, зона Индийского океана, Австралазия, Россия) | 3 парашютно-десантных батальона (отряда) СпН СВ на территории США, 1 передовой отряд СпН СВ на территории Японии. |                       |
| 3-й (3SFG)/ Африканский ТВД                                                 |                       | Форт-Брэгг (Форт-Брэгг, ш. С. Каролина)                                              | ОУ СпН в составе ОШ ВС США на Африканском ТВД (Страны субэкваториальной Африки, Афганистан).                                      | |                       |
| 5-й (5SFG)/ Ближневосточный ТВД                                             |                       | Форт-Кэмпбелл (г. Гопкинсвилль, ш. Кентукки)                                         | ОУ СпН в составе ОШ ВС США на Ближневосточном ТВД (Страны Ближнего Востока, Афганистан)                                           | |                       |
| 7-й (7SFG)/ Южноамериканский ТВД                                            |                       | в/ч ВВС Эглин (г. Вальпараисо ш. Флорида)                                            | ОУ СпН в составе ОШ ВС США на Южноамериканском ТВД (Страны Центральной и Южной Америки)                                           | |                       |
| 10-й (10SFG)/ Европейский ТВД                                               |                       | Форт-Карсон, (г. Колорадо-Спрингс, ш. Колорадо) Танковые казармы (г. Бёблинген, ФРГ) | ОУ СпН в составе ОШ ВС США на Европейском ТВД (Страны ЕС, страны Восточной Европы, Республика Афганистан)                         | рота управления СпН, 1 отряд СпН СВ на территории ФРГ, 3 отряда СпН СВ на территории США, 1 отряд МТО СпН.        |                       |
| СВ Национальной гвардии                                                     |                       |                                                                                      | | |                       |
| 19-й (19SFG)                                                                |                       | Дрейпер, (Юта)                                                                       | Армия Национальной Гвардии штата Юта                                                                                              | 4 отряда СпН СВ на территории США                                                                                 |                       |
| 20-й (20SFG)                                                                |                       | г. Бирмингем, ш. Алабама                                                             | СВ Национальной Гвардии ш. Алабама                                                                                                | рота военной разведки, 4 отряда СпН СВ на территории США                                                          |                       |
|                                                                             | Недействующие         |                                                                                      | | |                       |
| 6-й                                                                         |                       | Форт-Брэгг, ш. Северная Каролина                                                     | | |                       |
| 8-й (8SFG)                                                                  |                       | Форт Гулик, (Зона Панамского канала)                                                 | | |                       |
| 11-й                                                                        |                       | Резерв Армии США                                                                     | | |                       |
| 12-й (12SFG)                                                                |                       | Резерв Армии США                                                                     | | |                       |

### Части химической разведки и защиты СпН СВ
- 56-й батальон медицинской службы СпН СВ, Форт-Кэмпбелл (ш. Кентукки)
- 801-й батальон химразведки СпН СВ, Форт-Брэгг (ш. С. Каролина)
- 445-й батальон химразведки СпН СВ (часть резерва СВ США), Форт-Мид, ш. Мэриленд)
- 900-й батальон химразведки СпН СВ (часть резерва СВ США), Форт-Карсон[англ.], ш. Колорадо)

Председателем консультативного совета Фонда «Зеленый берет» является Джоржетт Мосбахер.

## Подготовка личного состава Сил специального назначения СВ США
Подготовка «зелёных беретов» проходит в три этапа.
1 Этап: оценка и отбор кандидатов. Поступить в «зелёные береты» могут только кандидаты, уже служащие или отслужившие, прошедшие «курс молодого бойца». На любом этапе подготовки они могут быть отчислены и возвращены в свои части для прохождения дальнейшей службы в обычных подразделениях. Отбор кандидатов проводится с помощью изматывающих физических и психологических тестов, за новичками постоянно следят медики — они оценивают здоровье новичков, которое должно быть идеальным. В систему тестов входит физическая подготовка: марш-броски на скорость и на выносливость, в спортивной форме и в полной боевой выкладке, тесты на плавание, тесты на упражнения (подтягивания, отжимания, приседания, прыжки на корточках), тесты на преодоление полосы препятствий. Также используются психологические тесты на выявление особенностей характера, на скорость адаптации и оценки изменяющейся ситуации. Кроме того используются тесты на умственное развитие и уровень грамотности (решение различных логических и математических задач, написание диктантов и сочинений). Этот этап длится три недели и проводится на базе Форт-Брэгг. Кандидатам запрещено отлучаться с базы, им не дают увольнительных, у них нет выходных. Прошедших курс зачисляют в курсанты войск спецназначения.
2 Этап: квалификационный курс. Это основной курс подготовки. Курсанты проходят обучение по всем (с целью добиться взаимозаменяемости членов команды в боевых условиях) из четырёх специальностей:
- MOS18В — вооружение и амуниция;
- MOS18C — инженерная-сапёрная подготовка;
- MOS18D — военная медицина и первая помощь;
- MOS18E — средства связи.

Практические и лекционные занятия по специальностям чередуются с тренировками по стрельбе, рукопашному бою, выживанию, прыжкам с парашютом и использованию аквалангов. После освоения всех четырёх специальностей для курсантов проводится сдача зачётов и экзаменов и проводятся целевые учения, с целью выявить уровень профпригодности. Этот этап длится 5—6 месяцев. Занятия проводятся в Форт-Брэгге и на других базах (например прыжки с парашютом — в Форт-Беннинге, водолазная подготовка — на базах ВМС в Норфолке и Коронадо, а также на Великих озёрах).
3 Этап: специализация и языковая подготовка. Курсанты выбирают по собственному желанию одну из четырёх специальностей и изучают её углублённо. (Например, уровень подготовки медиков «зелёных беретов» позволяет им проводить хирургические операции в полевых условиях и под огнём противника.) Кроме того они изучают один из наиболее распространённых в мире или стратегически важных языков — тот, который им может пригодиться в будущей зоне ответственности. Особое внимание уделяется разговорной практике и восприятию иностранной речи на слух. В зависимости от сложности языка курс занимает от 17 до 23 недель. Вместе с занятиями по языку курсанты изучают и культурные традиции соответствующих стран — вплоть до гастрономических предпочтений и местных правил этикета. Обучение проходит в Форт-Брэгге, кроме того, курсанты выезжают на стажировки в регионы изучаемого языка.
После прохождения полной подготовки «зелёные береты» переводятся в распоряжение региональных групп для прохождения дальнейшей службы. Но раз в год (если в это время не заняты в боевых операциях) они проходят кратковременные сборы, где сдают тесты, подтверждающие их профпригодность, и изучают новинки военной техники. Следить за уровнем своей политической подготовки и за осведомлённостью о новостях в мире «зелёные береты» обязаны самостоятельно.

## Массовая культура
- Про армейский спецназ США ещё во время войны во Вьетнаме был снят фильм «Зелёные береты» со знаменитым актёром вестернов Джоном Уэйном в главной роли. С тех пор войска спецназначения показывались во многих фильмах и компьютерных играх. Герой знаменитого фильма «Апокалипсис сегодня» Форда Копполы полковник Уолтер И. Курц — тоже «зелёный берет». В отечественной литературе выпускники Форт-Брэгга описываются в ставших культовыми ещё в советские времена книгах «Операция „Падающий дождь“» и «Джин Грин — неприкасаемый». Большую известность получили фильмы о Джоне Рэмбо, в которых Сильвестр Сталлоне играет бывшего «зелёного берета», не нашедшего себя в мире без войны и вынужденного противопоставлять себя обществу или возвращаться к работе военного в разных уголках планеты.
- В книге Дмитрия Силлова «Закон Дегтярёва» главные герои вначале противодействует, а затем помогают «зелёным беретам».
- Зелёный берет в отставке Джеймс Гастовский — один из главных героев компьютерной игры Operation Flashpoint.
- Зелёным беретом был Биг Босс (Нейкид Снейк) в играх Metal Gear Solid.
- Зелёные береты главное ведущие подразделение в серии игр «Ghost Recon».
- Зелёные береты представлены в первой части компьютерной игры Vietcong.
- Солдат из «Зелёных беретов» Клифф Бут упоминается в фильме Квентина Тарантино «Однажды в Голливуде».
- Подразделение «Зеленых беретов» присутствует в фильме Гая Ричи «Переводчик».
- В серии игр «Commandos» одним из главных героев является зелёный берет ирландского происхождения Джек О'Хара.